# Claudette Colvin
Claudette Colvin (Montgomery, 5 settembre 1939) è un'attivista statunitense.
Venne arrestata il 2 marzo 1955 per aver rifiutato di rinunciare al suo posto su un autobus durante la segregazione razziale negli Stati Uniti d'America, nove mesi prima che un analogo episodio rendesse famosa Rosa Parks. Fu tra le cinque querelanti originariamente incluse nel caso presentato dall'avvocato dei diritti civili Fred Gray il primo febbraio 1956, conosciuto come Browder contro Gayle.

## Biografia

### Infanzia
Colvin è nata il 5 settembre 1939 ed è stata adottata da Q. P. Colvin e da Mary Anne Colvin. Suo padre lavorava tagliando i prati mentre sua madre era cameriera. Claudette Colvin è cresciuta in un quartiere nero povero di Montgomery. Nel 1943, all'età di quattro anni, era in un negozio con sua madre quando entrarono un paio di ragazzi bianchi; questi le chiesero di congiungere le mani con le sue per confrontarle. Vedendo questo, sua madre la schiaffeggiò e le disse che non poteva toccare i bianchi.

### Arresto
Nel 1955 Colvin era una studentessa della scuola per soli neri intitolata a Booker T. Washington. Usava gli autobus della città per andare a scuola, perché i suoi genitori non avevano un'automobile. Diceva di aspirare a diventare un giorno Presidente degli Stati Uniti. Era membro del consiglio giovanile della National Association for the Advancement of Colored People (NAACP) e a scuola si era informata sul movimento dei diritti civili.
Il 2 marzo 1955, tornando a casa dalla scuola, si sedette a circa due sedili da un'uscita di emergenza nella sezione "di colore". La consuetudine del tempo era in caso di affollamento dell'autobus con tutti i cosiddetti "sedili bianchi" davanti pieni, qualora una persona bianca fosse rimasta in piedi, gli afroamericani avrebbero dovuto alzarsi cedendo il loro posto e spostarsi sul retro, e rimanendo in piedi se non ci fossero stati posti liberi. Quando una donna bianca, appena salita sull'autobus, rimase in piedi, il conducente dell'autobus, Robert W. Cleere, ordinò a Colvin e ad altre tre donne nere nella sua fila di spostarsi dietro. Le tre donne si spostarono, ma una donna nera incinta, Ruth Hamilton, salì sul bus e si sedette accanto a Colvin.
Il conducente le guardò dallo specchietto. "Chiese ad entrambe di alzarci. [Ruth Hamilton] disse che non ne aveva intenzione e che aveva pagato il biglietto e non aveva voglia di stare in piedi. Così gli ho detto che non mi sarei alzata neanche io. Così lui disse: 'Se non ti alzerai, chiamerò un poliziotto.'" La polizia arrivò e convinse un uomo nero seduto dietro le due donne a spostarsi in modo che la signora Hamilton potesse sedersi al suo posto, ma Colvin rifiutò di cedere il suo posto. Fu trascinata fuori dall'autobus e fu arrestata dai due poliziotti, Thomas J. Ward e Paul Headley. Questo evento avvenne nove mesi prima di quello della segretaria del NAACP Rosa Parks che fu notoriamente arrestata per lo stesso reato. Claudette Colvin raccontò in seguito: "Mia madre mi disse di non raccontare troppo quello che avevo fatto. [...] Mi disse: lascia che sia Rosa a essere al centro dell'attenzione: le persone bianche non si sentono attaccate da Rosa, a loro piace".
Quando Colvin si rifiutò di alzarsi, stava pensando al giornalino della scuola che aveva scritto quel giorno sulla consuetudine locale che impediva ai neri di usare gli spogliatoi e di provare i vestiti nei grandi magazzini. In un'intervista successiva disse: "Non potevamo provare i vestiti. Si doveva pendere un sacchetto di carta marrone e disegnarci sopra uno schema del proprio piede [...] e portarlo al negozio". Riferendosi alla donna bianca, disse: "Non poteva stare nella stessa nostra fila perché questo avrebbe significato che eravamo al suo livello".
Annie Larkins Price, compagna di classe di Colvin, testimoniò che "l'autobus era affollato e mi ricordo che il conducente di autobus, guardando lo specchio retrovisore, le chiese di cedere il posto alla donna bianca, poiché lei non lo aveva. La donna gridava: 'È mio diritto costituzionale!'. Decise che quel giorno non si sarebbe mossa". Colvin ricordò: "La storia mi ha tenuta ferma al mio posto. Ho sentito la mano di Harriet Tubman spingere su una spalla e Sojourner Truth spingere sull'altra".
Colvin fu ammanettata, arrestata e trascinata fuori dall'autobus. Gridò che i suoi diritti costituzionali erano stati violati. Price testimoniò in favore di Colvin al processo tenuto al tribunale per minori. Durante il processo Colvin fu rappresentata da Fred Gray, avvocato della Montgomery Improvement Association (MIA), che si occupava di cause per i diritti civili.
Colvin fu processata per disturbo della quiete pubblica, violazione della legge di segregazione e aggressione. Fu condannata per tutte e tre le accuse dal tribunale minorile. Quando il caso di Colvin fu presentato in appello al tribunale del circuito di Montgomery il 6 maggio 1955, le accuse di disturbo della quiete pubblica e violazione delle leggi sulla segregazione furono abbandonate, ma la sua condanna per aver aggredito un agente di polizia fu confermata. Secondo la testimonianza di Price, "non ci fu aggressione".

### Browder contro Gayle
Insieme a Aurelia Browder, Susie McDonald, Mary Louise Smith e Jeanette Reese, Colvin è stata anche una delle cinque querelanti nel caso giudiziario Browder contro Gayle. Il caso, organizzato e depositato dall'avvocato dei diritti civili Fred Gray, ha determinato che la segregazione di autobus a Montgomery era incostituzionale. Parzialmente grazie al supporto offerto dalle querelanti della comunità nera, l'Alabama non ha avuto altra scelta che sospendere le politiche segregazioniste e implementare quelle che erano più eque. Durante il caso, Colvin descrisse così il suo arresto:
( Brinkley, Douglas., Rosa Parks, Viking, 2000, ISBN 9780670891603, OCLC 43708619.)
Il 5 giugno 1956 la Corte Distrettuale degli Stati Uniti per il Distretto di Alabama ha emesso una sentenza che dichiara incostituzionali le leggi dell'Alabama e di Montgomery che obbligavano la segregazione degli autobus. I pubblici ufficiali statali e locali hanno fatto appello alla Corte suprema degli Stati Uniti d'America. La Corte Suprema ha affermato con decisione la decisione del 13 novembre 1956. Un mese dopo, la Corte Suprema ha rifiutato di riesaminare e il 20 dicembre 1956 il tribunale ha ordinato alla città di Montgomery e allo stato dell'Alabama di porre fine alla segregazione di autobus in modo permanente.
Per molti anni, i leader neri di Montgomery non hanno pubblicizzato lo sforzo pionieristico di Colvin perché era una adolescente, e secondo alcune dicerie era incinta di un uomo sposato. Parole come "vivace", "chiacchierona" e "emotiva" sono state usate per descriverla mentre Rosa Parks era considerata calma, ben educata e studiosa. A causa delle norme sociali del tempo e della sua giovinezza, la National Association for the Advancement of Colored People era preoccupata di usarla per simboleggiare il loro boicottaggio.
Colvin ha detto che "i giovani pensano che Rosa Parks si sia seduta su un autobus e abbia posto fine alla segregazione ma questo non è affatto vero".

### Vita dopo l'attivismo
Il 29 marzo 1956, Colvin ha dato alla luce suo figlio, Raymond. Era così chiaro, come suo padre, che le persone spesso credevano che suo padre fosse un uomo bianco. Colvin lasciò Montgomery e andò a New York nel 1958, perché aveva difficoltà a trovare e mantenere un lavoro a seguito della notorietà del caso della corte federale che aveva posto fine alla segregazione degli autobus. Colvin ha detto che dopo le sue azioni sull'autobus è stata marchiata come un problema da molti della sua comunità ed è dovuta scappare dal college ed è stata una lotta per lei.
A New York, la giovane Claudette Colvin e Raymond andarono a vivere dalla sorella maggiore Velma Colvin. Claudette ha lavorato come assistente infermiera in una casa di cura a Manhattan dove ha lavorato per 35 anni ritirandosi nel 2004. Non si è mai sposata. Mentre viveva a New York ha avuto un secondo figlio che è diventato un contabile ad Atlanta, si è sposato e ha avuto una famiglia. Raymond Colvin è invece morto nel 1993 a New York, a 37 anni.

## Eredità
Sebbene Colvin possa essere considerata la scintilla che ha scatenato il movimento di boicottaggio dei bus a Montgomery, raramente ha raccontato la sua storia una volta trasferitasi a New York City. A quel tempo, il dibattito nella comunità nera si stava concentrando sull'impresa nera piuttosto che sulle questioni di integrazione. Margot Adler della National Public Radio ha affermato che le organizzazioni nere hanno ritenuto che Rosa Parks sarebbe stata un caso migliore per l'integrazione perché era adulta e aveva il tipo di capelli e di aspetto necessari per renderla di classe media.
Nel 2005 Colvin ha detto al Montgomery Advertiser che, anche se le avessero dato l'opportunità, non avrebbe cambiato la sua decisione di rimanere seduta sul autobus.
Colvin ha spesso detto che non fosse arrabbiata per non aver ottenuto il riconoscimento che meritava, piuttosto è delusa. Ha detto che si sentiva come se stesse "avendo il suo Natale a gennaio piuttosto che il 25".

### Ricerca di riconoscimento
In un'intervista, Colvin ha detto: 
( The Other Rosa Parks: Now 73, Claudette Colvin Was First to Refuse Giving Up Seat on Montgomery Bus, su Democracy Now!, 29 marzo 2013.)
Colvin e la sua famiglia hanno combattuto per ottenere il riconoscimento per la sua decisione. Nel 2016, lo Smithsonian Institution e il suo National Museum of African American History and Culture è stato criticato da Colvin e dalla sua famiglia che ha chiesto che venga menzionata in modo più esplicito nella storia del movimento per i diritti civili. Il NMAAHC ha una sezione dedicata a Rosa Parks, che Colvin non vuole che le venga tolta, ma l'obiettivo della sua famiglia è quello di ottenere il giusto riconoscimento storico e che i responsabili includano la parte di storia di Colvin. Colvin non è stata invitata ufficialmente per la inaugurazione formale del museo, che è stato aperto al pubblico nel settembre 2016.
La sorella di Colvin, Gloria Laster, ha detto: "Tutto quello che vogliamo è la verità, perché la storia non è in grado di farlo bene? Se non fosse stato per Claudette Colvin, Aurelia Browder, Susie McDonald e Mary Louise Smith, forse non ci sarebbe stato un Thurgood Marshall, un Martin Luther King o un Rosa Parks".
Nel 2000, la Troy State University ha aperto un Rosa Parks Museum a Montgomery per onorare il ruolo della città nella storia dei diritti civili. Roy White, che era responsabile della maggior parte del progetto, chiese a Colvin se voleva apparire in un video per raccontare la sua storia ma Colvin rifiutò. Ha detto: "Hanno già chiamato il museo Rosa Parks, quindi hanno già deciso qual è la storia".
Il ruolo di Colvin non è passato completamente inosservato. Il reverendo Joseph Rembert ha detto: "Se nessuno ha fatto nulla per Claudette Colvin in passato, perché non facciamo qualcosa per lei in questo momento?". Si è rivolto ai consiglieri di Montgomery Charles Jinright e Tracy Larkin per renderlo possibile. Nel 2017, il consiglio di Montgomery ha approvato una risoluzione per una cerimonia in onore di Colvin. Il 2 marzo è stato nominato Claudette Colvin Day a Montgomery. Il sindaco Todd Strange ha presentato la cerimonia e, parlando di Colvin, ha detto: "È stata una delle prime soldatesse dei nostri diritti civili, e non volevamo perdere questa opportunità di dichiarare che il 2 marzo Claudette Colvin Day per ringraziarla per la sua leadership nel movimento per i diritti civili odierno". Rembert ha detto: "So che la gente ha già sentito il suo nome in passato, ma ho pensato che dovremmo avere un giorno per festeggiarla". Colvin non ha potuto partecipare alla cerimonia per motivi di salute. La sorella del consigliere Larkin era sull'autobus nel 1955 quando Colvin fu arrestata. Qualche anno prima, Larkin fece in modo che un tram prendesse il nome di Colvin.

### Nella cultura di massa
La vincitrice del premio Pulitzer ed ex U.S. Poet Laureate Rita Dove ha ricordato Colvin nella sua poesia Claudette Colvin Goes To Work, pubblicato nel suo libro del 1999 ''On the Bus with Rosa Parks''; il cantante folk John McCutcheon ha trasformato questa poesia in una canzone, che è stata eseguita per la prima volta pubblicamente a Charlottesville, nel Paramount Theater della Virginia, nel 2006.
In un episodio del 2014 di Drunk History su Montgomery è stata mostrata la resistenza di Claudette Colvin sull'autobus. È stata interpretata da Mariah Iman Wilson.
Nella seconda stagione della serie HBO The Newsroom, il personaggio principale, Will McAvoy, interpretato da Jeff Daniels, utilizza la non divulgazione di Colvin come esempio di come "una cosa" possa cambiare tutto. Egli osserva che se l'ACLU avesse usato la sua disobbedienza civile, anziché otto mesi più tardi quella di Rosa Parks, per evidenziare l'ingiustizia della segregazione, non sarebbe mai diventato noto un giovane predicatore chiamato Martin Luther King, quindi per quella decisione politica, l'America probabilmente non avrebbe trovato una voce per il movimento per i diritti civili degli afroamericani.
Nel 2019 è stato pubblicato Noire, la vie méconnue de Claudette Colvin, biografia scritta da Tania de Montaigne e vincitrice del premio Simone Veil 2015. Nel 2019 è stato adattata in un romanzo a fumetti.